# There She Goes Again
There She Goes Again è un brano musicale dei The Velvet Underground, registrato nel 1966 e pubblicato l'anno dopo nell'LP d'esordio del gruppo The Velvet Underground & Nico.

## Il brano
Scritta e musicata da Lou Reed, nell'album occupa la posizione numero otto. L'attacco iniziale del brano è ispirato a una canzone di Marvin Gaye dal titolo Hitch Hike.